# Hundezahn

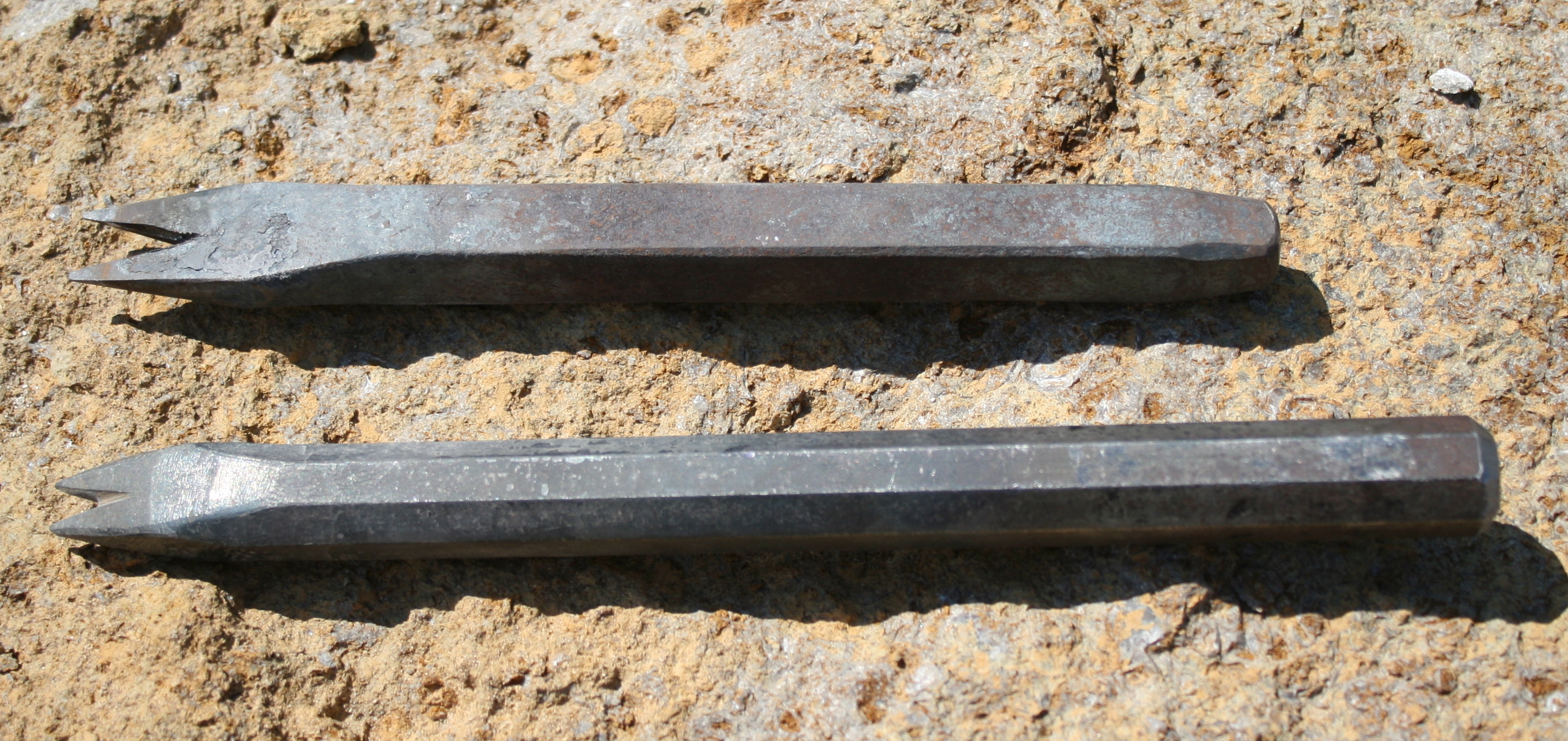
Zwei sogenannte Hundezähne

Der von Steinmetzen und Steinbildhauern verwendete Hundezahn ist ein spezielles Spitzeisen mit nicht nur einer, sondern zwei Spitzen. Dieses Werkzeug dient dazu, extrem weiches Weichgestein abzuarbeiten, in dem das Spitzeisen mit einer Spitze zu sehr im weichen Stein stecken bleiben würde. Weicheres Gestein erlaubt es, die Schlagenergie auf zwei Spitzen aufzuteilen, und sollte das Spitzenpaar im Stein feststecken, ist es dank der Hebelwirkung am Spitzenabstand durch zweifaches Verschwenken leicht herausziehbar.
Der Hundezahn ist ein Spitzmeißel aus Werkzeugstahl mit gehärteten Spitzen. Der Hundezahn für Weichgestein hat meist einen Knüpfel- oder selten Fäustelkopf. Er dient bei der Steinbearbeitung in erster Linie zum Abarbeiten der Bosse (Steinmetzen sprechen vom „Bossen“) und zum Einebnen der zu bearbeitenden Fläche in einem ersten handwerklichen Arbeitsgang. 
Ein Hundezahn wird entweder aus achtkantigen oder aus runden Stahlstäben gefertigt, mit Stärken von 10 bis 22 mm und Längen von 160 bis 280 mm. Das Werkzeug wird mit dem Fäustel oder Knüpfel angetrieben.

## Ähnliche Werkzeuge
- Spitzeisen
- Zahneisen
- Krönel

## Weitere Themen
- Steinoberfläche